# Minus the Machine
Minus the Machine es el sexto álbum de estudio de la banda estadounidense 10 Years. Fue publicado el 7 de agosto de 2012 por Palehorse Records. Fue lanzado el 7 de agosto de 2012 hasta su propio sello independiente llamado palehorse Records, que es una parte de Warner Music Group Grupo sello independiente. El cantante principal, Jesse Hasek , habló sobre el álbum diciendo "Queríamos crear un disco que no tiene límites." Y continúa diciendo: "Cuando usted siente que están diciendo que pasar por los movimientos y saltar a través de aros, que se necesita el corazón de ella. Es mejor que hacer lo que es natural y luego averiguar el efecto después".
El álbum debutó en el puesto número 26 en el Billboard 200, Nº 8 en la lista Top Rock álbumes y No. 2 en Hard Rock chart de los álbumes, vendiendo 12.000 copias en la primera semana. El álbum ha vendido 45.000 copias en el los Estados Unidos a partir de abril de 2015.

## Promoción
El 2 de abril de 2012, 10 Years anunció oficialmente que habían estado grabando su último disco, Minus the Machine, que se estableció inicialmente para una fecha de lanzamiento del 17 de julio de 2012. Más tarde, la banda anunció que estarían moviendo la fecha de lanzamiento de nuevo dos semanas y que en su lugar se soltarlo, el 31 de julio de 2012. Poco después, la fecha fue trasladada al 7 de agosto de 2012. el 15 de julio de 2012, el álbum estuvo disponible para pre-orden en iTunes.
El 12 de julio de 2012, la canción "Knives" fue subido a los oficiales 10 Years de YouTube con imágenes de la banda de gira.
El 26 de mayo, la banda se había registrado la realización de dos conciertos en una fila en YouTube, mientras tocaban dos canciones del álbum por primera vez: "Backlash" y la canción "Minus the Machine."
El 19 de junio, 10 Years lanzado oficialmente su primer "Backlash" single en la radio.
El 6 de agosto, 10 Years lanza una corriente de línea de su nuevo álbum en AOL Music.
El 26 de octubre, de 10 Years anunció oficialmente su segundo sencillo "Dancing With The Dead".
El 21 de junio de 2013, la banda anunció oficialmente a través de su página de Facebook que el tercer sencillo del álbum sería "Minus the Machine".

## Lista de canciones
Todas las letras escritas por Jesse Hasek, toda la música compuesta por 10 Years. 
| Minus the Machine |                                  |          |  |
| N.º               | Título                           | Duración |  |
| 1.                | «Minus the Machine»              | 3:42     |  |
| 2.                | «Battle Lust»                    | 2:56     |  |
| 3.                | «Forever Fields (Sowing Season)» | 3:13     |  |
| 4.                | «Backlash»                       | 3:37     |  |
| 5.                | «Writing on the Walls»           | 4:20     |  |
| 6.                | «Dancing with the Dead»          | 3:40     |  |
| 7.                | «Sleeper»                        | 4:02     |  |
| 8.                | «Soma»                           | 3:25     |  |
| 9.                | «Tightrope»                      | 4:14     |  |
| 10.               | «Knives»                         | 3:42     |  |
| 11.               | «Birth--Death»                   | 1:16     |  |
| 12.               | «...And All the Other Colors»    | 5:17     |  |

Deluxe Edition
| Digital Deluxe edition |                       |          |  |
| N.º                    | Título                | Duración |  |
| 13.                    | «Baptized in Fire»    | 3:19     |  |
| 14.                    | «Backlash (Acoustic)» | 4:32     |  |
| 15.                    | «Soma (Acoustic)»     | 4:18     |  |

## Personal
- Jesse Hasek - voz
- Ryan "Tater" Johnson - guitarra solista, coros
- Lewis "Big Lew" Cosby - bajo
- Brian Vodinh - guitarra rítmica, batería, programación, teclados, coros, producción, mezclas